# Nišava (Fluss)
Die Nišava (kyrillisch Нишава) ist ein Fluss in Bulgarien und Südserbien.
Die Quelle befindet sich unterhalb des Gipfels des Berges Kom (2016 m) in der Stara Planina in Bulgarien. Nach 50 km überquert die Nišava bei Gradinje die Grenze nach Serbien, durchfließt Dimitrovgrad, Pirot, Niš und mündet nordwestlich von Niš in die Südliche Morava. Die Gesamtlänge des Flusses beträgt 218 km und das Einzugsgebiet 3.950 km².
Die Nišava durchfließt einige Schluchten, von denen die von Sićevo (Sićevačka klisura) die bekannteste ist.
Der Fluss ist seit 2006 Namensgeber für die Nishava Cove, eine Bucht von Rugged Island in der Antarktis.